# 中西區 (台灣)

國華街商圈

22°59′32″N 120°12′21″E / 22.9922655°N 120.2057351°E
中西區位於臺灣臺南市西南部，臺南市區的中心，為臺灣高等法院臺南分院所在地。中西區的前身是二戰後分設的「中區」與「西區」，兩區原以西門路為界，直至2004年，臺南市政府因行政精簡需要而將兩區合併為「中西區」:1，全境面積約為6.26平方公里，是臺南市面積最小的行政區。中西區一帶為漢人移民在臺灣最早開發的區域，先後作為明鄭、清治台灣政治中心近200年，至今仍為臺南市中心，以古蹟眾多、人文歷史豐富、及新舊混雜的景觀為顯著特色。

## 簡介

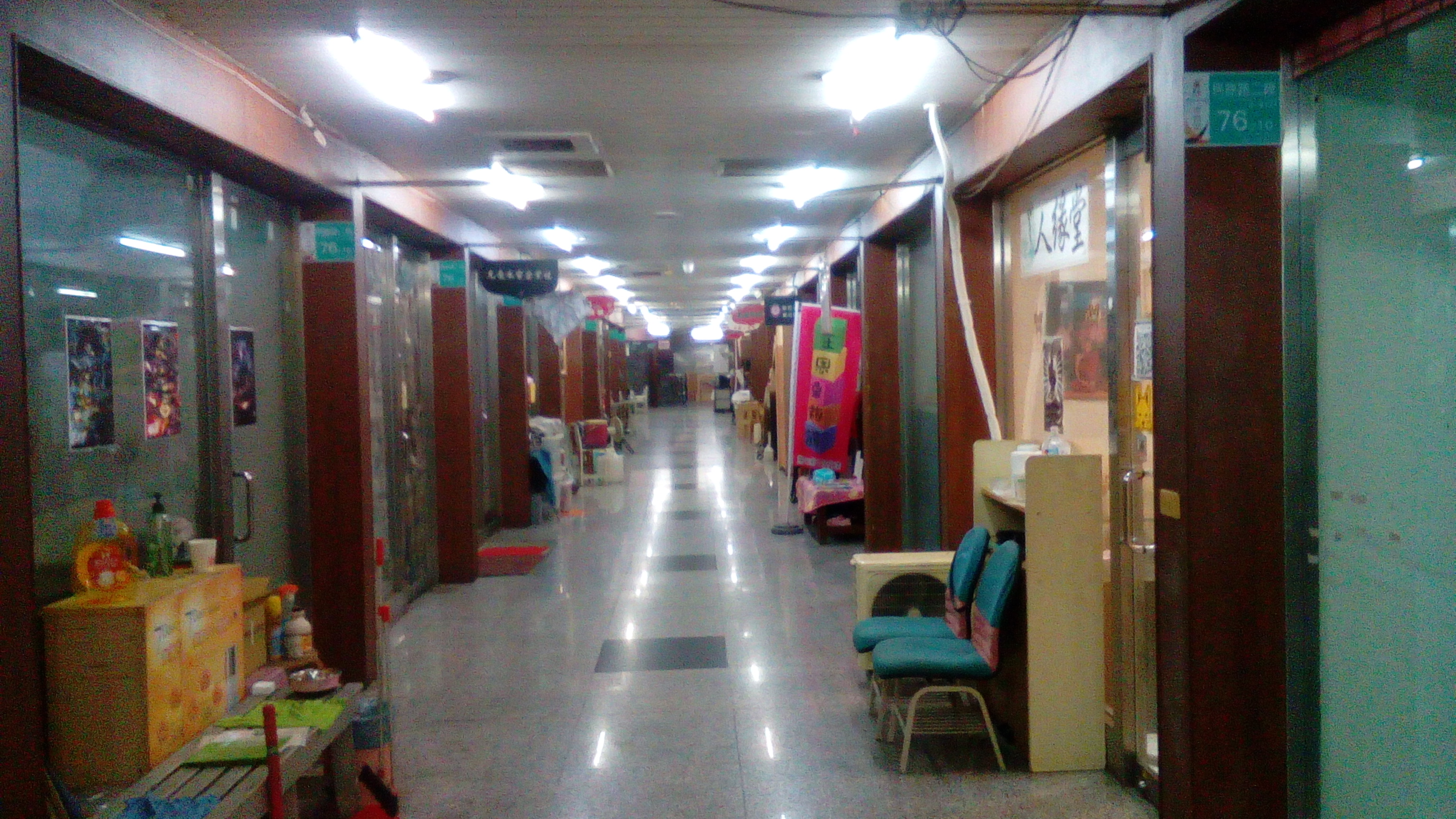
民族路地下街

中西區發展歷史悠久，可謂是漢人政權在臺南的發源地，因本區涵蓋清治時期臺灣府城舊址大部分城區，老臺南人常以「府城」狹稱本區及鄰近行政區所圍之區域。
區內街道歷史悠久，如民權路（普羅民遮街）於荷治時期即存在，素有「臺灣第一路」之稱。忠義路部分段為明鄭時期承天府及清治時期臺灣府城的禾寮港街，兩街交會處為清治時期之臺灣官道原點，同時亦為臺灣府城的街坊中心。路廓成形後因古蹟密度極高，日治時期之市區改正計畫亦沿用舊有路廓進行重整，也因此和戰後開闢之道路相較之下較為狹小，亦為本區特色之一。
臺南市的國定古蹟數量居全國之冠，而臺南市內又以中西區數量最多，共計10處，占全市50%。區內古蹟年代多屬明鄭時期至清治時期的閩式建築，非常適合散步遊覽，也因廟宇眾多，民俗活動在本區內十分盛行。
由於歷史因素，中西區之住宅與商業區的區隔不明顯，較知名的有中正路沿線商圈及昔日之民族路商圈等。中正路商圈始自日治時期，為末廣町，有「銀座」之稱，而後因所交匯之海安路商圈地下街開發案之故（封路、空氣汙染等），間接遭受影響，曾沒落近十年，湖美近年成為中西區的新興住宅區。近年臺南市政府極力改造，漸有回升跡象，但主要商業中心已移轉至臺南車站附近。

## 歷史
17世紀時，今中西區一帶是西拉雅族新港社和其屬社的生活範圍，後來荷蘭東印度公司在赤嵌一帶建立普羅民遮街，曾令居住在北汕尾的漢人遷移到此建立墾殖區:5。而後在明鄭時期到清初，今中西區西半部大多仍是臺江內海，東半部則分屬東安坊、鎮北坊、寧南坊、西定坊，以及新昌里與仁和里:5。清同治年間，沈葆楨曾重新編製府城的保甲，分成35個保甲區，其中只有1、25、27保完全不在中西區的範圍內:7。
日治初期，原府城地區曾先後劃分為5區、7區等劃分，這些區劃都多少與中西區的範圍有所重疊:8。日大正八年（1919年）臺南市街實施町名改正時，今中西區範圍內有大正町、清水町、高砂町、開山町、綠町、幸町、本町、臺町、白金町、末廣町、錦町、大宮町、南門町、泉町、永樂町、港町、田町、新町、濱町，以及部份的壽町、花園町、西門町、入船町、明治町、福住町、東門町、北門町、鄭子寮、上鯤鯓、鹽埕、桶盤淺、竹篙厝:9。
二次大戰後，民國35年（1946年）臺南市將日治末期的8個管制區整併為6個區，並將臺南縣安順鄉併入臺南市成為安南區:11。當時作為中西區前身的中區範圍大致是今北門路一段、府前路一段、西門路二段和成功路之間的範圍，有34個里:11。西區的範圍則是在西門路一段、小西門圓環、水萍塭公園北側、運河南幹線大排、中華西路二段、民權路三段、臨安路一段和成功路之間，分成40個里:11。民國42年（1953年）因為臺南市政府實施戶籍管理，所以研議修正各區轄域:12。民國70年（1981年）臺灣省政府通令檢討區里劃分，次年核定實施，臺南市境內各區區界因而再次變動:12。民國76年（1987年）3月，西區西南部跟安平區之間改以中華西路二段為界:13。民國93年（2004年），中區跟西區整併成中西區，當時底下共有38個里:14。
民國107年（2018年）臺南市進行里鄰整編，區內的里數經此調整後變為20個:15。

## 人口
根據臺南市中西戶政事務所統計，2024年底中西區戶數約3.4萬戶，人口約7.7萬人，區內人口最多與最少的里分別是西湖里與五條港里，2024年底兩里人口分別為6,938人與1,985人。

## 政治

### 歷任首長
| 區長姓名 | 區長任期                        | 備註                           |
| -------- | ------------------------------- | ------------------------------ |
| 蔡安棋   | 2004年1月1日 - 2007年3月15日    | 中西區合併後區長               |
| 黎燕玉   | 2007年3月16日 - 2010年12月25日  |                                |
| 黎燕玉   | 2010年12月25日 - 2014年12月25日 | 臺南縣市合併升格為直轄市後首任 |
| 陳勝楠   | 2014年12月25日- 2018年1月30日   |                                |
| 蕭泰華   | 2018年1月31日- 2021年8月30日    |                                |
| 汪慶龍   | 2021年8月30日- 2023年11月1日    |                                |
| 蔡佳甫   | 2024年2月1日- 現任              |                                |

### 區政組織

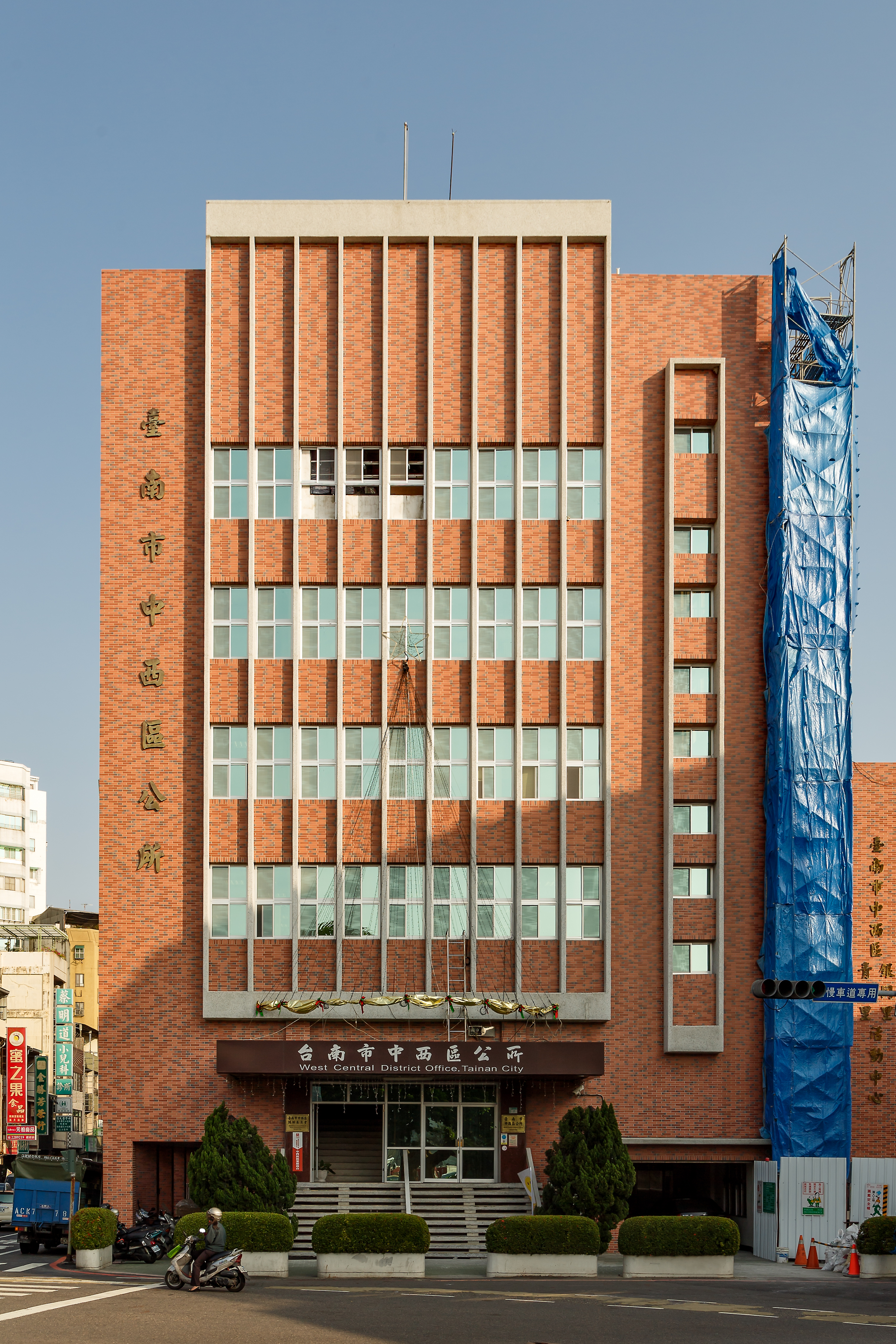
中西區公所（原中區區公所）

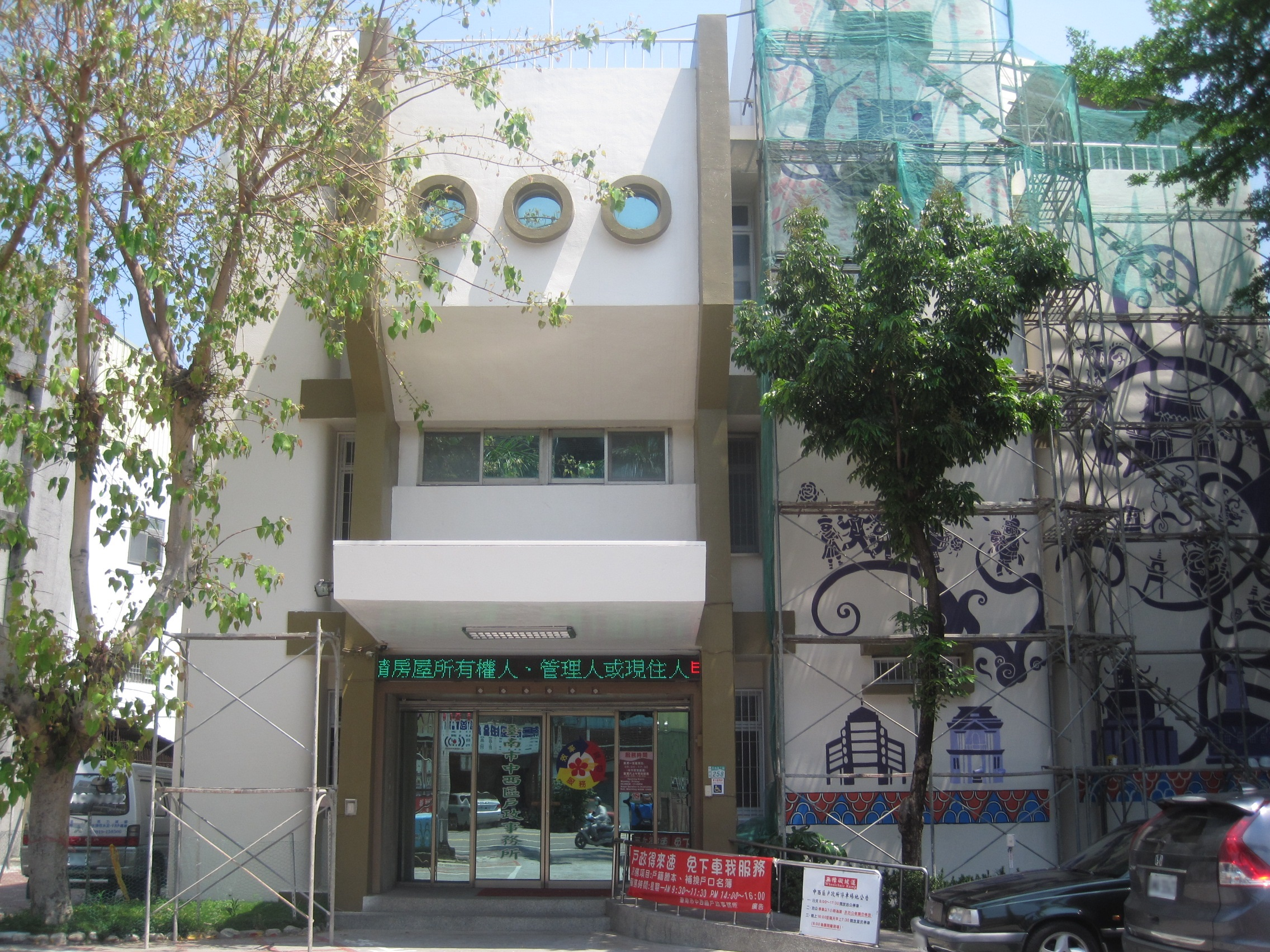
戶政事務所（原西區區公所）

中西區公所是臺南市政府在中西區的派出機關，在中華民國政府架構中為市政府綜理區政的執行機關，上級業務監督機關為臺南市政府。区长由市長任命，為無任期保障之職務。在區長及秘書之下，設有5課3室等8個內部單位。
2004年兩區合併後，區公所設址於原中區區公所，原西區區公所則作為戶政事務所。

### 行政區劃

中西區行政區劃

2018年4月30日因里鄰調整，將部分里予以整併，並調整部分里界。詳細情形如下：
- 五妃里併入郡王里
- 天后里、三民里併入赤嵌里
- 公正里、青年、部分萬昌里整併為城隍里
- 部分萬昌里併入開山里
- 永福里、建國里、福安里整併為南美里
- 部分銀同里及部分萬昌里併入永華里
- 進學里、大南里整併為南門里
- 小西里、仙草里整併為小西門里
- 普濟里、水仙里整併為五條港里
- 三合里、協和里整併為兌悅里
- 民權里、部分協進里併入藥王里
- 文賢里、部分協進里、部分藥王里整併為西和里
- 中正里、安海里整併為淺草里
- 部分保安里、部分民主里、部分元安里整併為府前里
- 民生里、郡西里、部分保安里整併為南廠里
- 部分民主里併入大涼里

經此調整後，中西區下設20里：郡王里、赤嵌里、法華里、西湖里、西賢里、城隍里、開山里、南美里、永華里、小西門里、五條港里、兌悅里、藥王里、淺草里、府前里、南廠里、西和里、大涼里、光賢里、南門里。

### 區內政府機關
- 臺灣高等法院臺南分院
- 衛生福利部臺南醫院
- 衛生福利部中央健康保險署南區業務組
- 交通部中央氣象署臺灣南區氣象中心
- 經濟部標準檢驗局臺南分局
- 內政部移民署臺南市第一服務站
- 文化部文化資產局文化資產保存研究中心
- 臺南市政府文化局文化資產管理處
- 臺南市政府財政稅務局
- 臺南市政府警察局第二分局
- 永華國民運動中心

## 文化

### 古蹟

仿馬雅復興式的折衷建築臺灣土地銀行台南分行

沙淘宮

| | | | |
| 孔廟文化園區 - 臺南孔廟 - 武德殿 - 山林事務所 - 原臺南神社事務所 - 原臺南地方法院 - 原臺南警察署 - 原嘉南大圳組合事務所 - 大南門 - 原臺南放送局 - 原臺南愛國婦人會館 - 臺灣府城城垣殘蹟 - 臺灣府城隍廟 - 延平郡王祠 - 法華寺 - 五妃廟 | 民生綠園文化園區 - 湯德章紀念公園 - 原臺南合同廳舍 - 原臺南州廳 - 原臺南州會 - 擇賢堂 - 重慶寺 - 原臺南測候所 - 北極殿 - 臺灣首廟天壇 - 鶯料理 - 大井頭 - 林百貨 - 原日本勸業銀行臺南支店 - 臺南報恩堂 - 鄭氏家廟 - 原臺南公會堂 - 開隆宮 | 五條港文化園區 - 北勢街 - 兌悅門 - 水仙宮 - 景福祠 - 金華府 - 風神廟 - 接官亭 - 南勢街西羅殿 - 石鼎美古宅 | 赤崁文化園區 - 赤崁樓 - 祀典武廟 - 大天后宮 - 開基靈祐宮 - 新美街 - 開基武廟原正殿 - 陳德聚堂 - 廣安宮 - 沙淘宮 中正商圈 - 西市場 - 原臺南州青果同業組合香蕉倉庫 |

### 傳統藝術與工藝
- 傳統音樂：南管（臺南振聲社）、十三音（臺南孔廟以成書院雅樂十三音）。
- 傳統彩繪
- 神轎工藝
- 妝佛

## 教育

### 大專院校
- 國立臺南大學（府城校區，校本部）
- 國立臺南護理專科學校

### 高級中等學校
- 國立臺南女子高級中學
- 國立臺南家齊高級中等學校
- 臺南市私立南英高級商工職業學校

### 國民中學
- 臺南市立中山國民中學
- 臺南市立建興國民中學

### 國民小學
- 臺南市中西區永福國民小學
- 臺南市中西區忠義國民小學
- 臺南市中西區成功國民小學
- 臺南市中西區進學國民小學
- 臺南市中西區協進國民小學
- 國立臺南大學附設實驗國民小學

## 交通

1935年《臺南市街圖》，可見當時市區幾乎全部集中今中西區

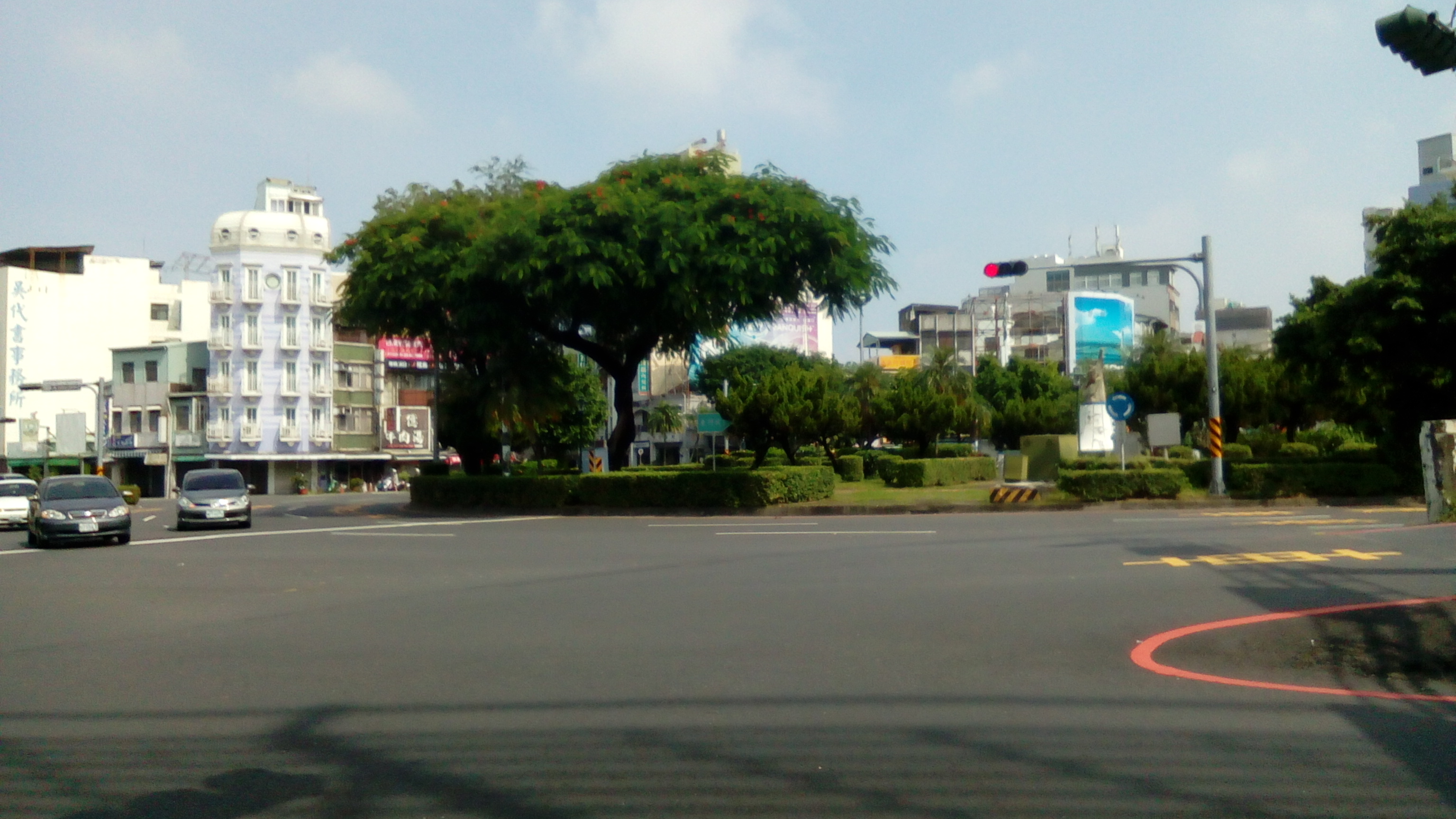
東門圓環

該區與安平區並列為全臺最早開發的地方，為昔日臺灣府治所在，有一府二鹿三艋舺之美名；路幅狹小，多以巷弄為主。在日治時代市區改正後引進了西方的巴洛克式街道，以及湯德章紀念公園為中心的放射狀道路為臺南市中心道路的主要特色。圓環外又連接五個圓環，成為樹枝狀道路。

### 公路
- 台17線
- 台17甲線
- 台20線
- 市道182號

### 水路
- 臺南運河

### 公車
大台南公車
| 編號       | 路線                                           | 營運業者 | 備註 |
| ---------- | ---------------------------------------------- | -------- | --- |
| 0左        | 臺南火車站（北站）－臺南火車站（北站）         | 統聯客運 | - 逆時針循環線（先經公園路）。                                                                             |
| 0右        | 臺南火車站（南站）－臺南火車站（南站）         | 統聯客運 | - 順時針循環線（先經小東路）。                                                                             |
| 1          | 台南車站－茄萣（成功橋）                       | 府城客運 | - 部分班次繞駛南寧高中。 - 部分班次延駛崎漏電信局。                                                        |
| 2          | 崑山科大－安平白鷺灣社區                       | 府城客運 | - 部分班次繞駛復華里。 - 部分班次延駛三鯤鯓、四草。                                                        |
| 3          | 海東國小－德高國小                             | 府城客運 | - 部分班次延駛全福新城、復興國中。 - 每周一海東國小16:00及16:55發車班次不經仁和路。                        |
| 5          | 和順轉運站－市立醫院                           | 府城客運 | - 部分班次延駛大甲里。                                                                                     |
| 6          | 仁德轉運站－龍崗國小                           | 統聯客運 | - 部分班次延駛統聯客運永康站。                                                                             |
| 6區間車    | 臺南火車站－龍崗國小                           | 統聯客運 | |
| 7          | 公園北路－臺糖安南學苑                         | 府城客運 | - 每週一17:10後發車班次不經南天宮。                                                                        |
| 10         | 台南車站－鹿耳門天后宮                         | 統聯客運 | |
| 11         | 大成路口－城西里                               | 府城客運 | - 06:33班次由下鯤鯓站發車。                                                                                |
| 14         | 台南車站－慈濟高中                             | 府城客運 | - 36班次使用九人座小巴營運。                                                                               |
| 18         | 西門健康立體停車場－和順轉運站                 | 府城客運 | - 部分班次延駛國民路。 - 部分班次繞駛北安路。                                                              |
| 19         | 原住民文化會館－大灣高中                       | 巨業交通 | - 平日部分班次延駛臺南海事。                                                                               |
| 70左       | 永華市政中心（府前路）－永華市政中心（府前路） | 興南客運 | - 逆時針循環線（先經健康路）。                                                                             |
| 70右       | 永華市政中心（府前路）－永華市政中心（府前路） | 興南客運 | - 順時針循環線（先經中華北路）。                                                                           |
| 77         | 原住民文化會館－仁德轉運站                     | 巨業交通 | |
| 98         | 臺南轉運站－七股鹽山                           | 府城客運 | |
| 98區間車   | 臺南轉運站－觀夕平台                           | 府城客運 | |
| 111        | 小西門（西門路）－高雄國際航空站               | 漢程客運 | - 台灣好行臺南小港機場線。 - 經臺南轉運站、香格里拉飯店、巴克禮公園。 - 部分班次繞駛中華東路、平實三街口。 |
| 雙層巴士   | 台南火車站（北站）－台南火車站（北站）         | 府城客運 | - 例假日行駛。 - 經赤崁樓、安平漁人碼頭、億載金城。                                                        |
| H31        | 永華市政中心（府前路）－高鐵台南站             | 漢程客運 | |
| 綠17       | 安平工業區－大灣－新化                         | 興南客運 | - 每週二、五部分班次繞駛安平港旅客服務中心。                                                               |
| 藍幹線     | 安平工業區－西港－佳里                         | 興南客運 | |
| 藍23       | 安平工業區－海尾－九塊厝                       | 興南客運 | |
| 藍24       | 安平工業區－土城子－青草里                     | 興南客運 | |
| 藍24區間車 | 安平工業區－土城子－聖母廟（安中路）           | 興南客運 | |
| 紅幹線     | 安平工業區－仁德－歸仁－關廟轉運站             | 興南客運 | - 部分班次延駛龍崎。 - 部分班次繞駛新豐高中、歸仁國中。                                                    |
| 紅2        | 臺南轉運站－大灣－上崙仔－關廟轉運站           | 興南客運 | - 首班車延駛西門健康立體停車場。 - 07:05發車班次繞駛中華醫事科技大學。                                     |
| 紅3        | 臺南轉運站－高鐵台南站－關廟轉運站             | 興南客運 | - 部分班次繞駛文賢德成路口、長榮大學。                                                                     |

高雄市公車
| 編號  | 路線                          | 營運單位 | 備註                     |
| ----- | ----------------------------- | -------- | ------------------------ |
| 239   | 茄萣站－台南火車站            | 高雄客運 |                          |
| 8046A | 臺南火車站（北站）→高鐵左營站 | 高雄客運 | - 經文藻外語大學。       |
| 8046B | 高鐵左營站－台南火車站        | 高雄客運 | - 部分班次繞駛樹人醫專。 |

### 公共自行車
臺南市YouBike 2.0於2023年2月23日正式營運，截至2025年4月25日於中西區內設置45處站點。

## 旅遊

### 休閒景點
- 海安路藝術街
- 國立臺灣文學館
- 國立臺南生活美學館
- 臺南市美術館
- 河樂廣場

### 商圈市集

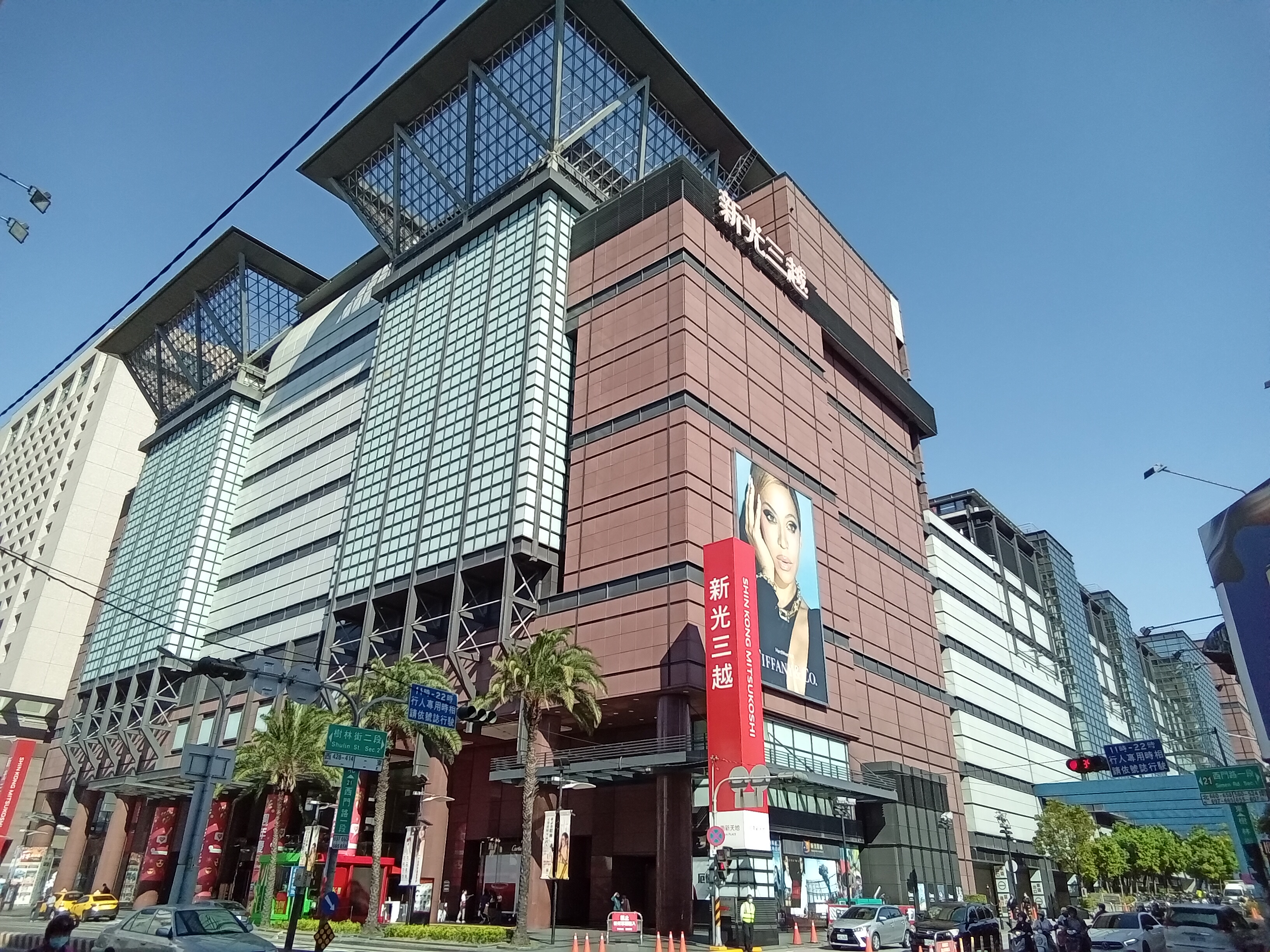
新光三越台南新天地

- 林百貨
- 永樂市場
- 保安市場
- 第一小康市場
- 東菜市
- 武聖夜市
- 水仙宮市場
- 新光三越台南中山店
- 新光三越台南新天地
- FOCUS時尚流行館
- 大遠百台南公園店

### 量販店

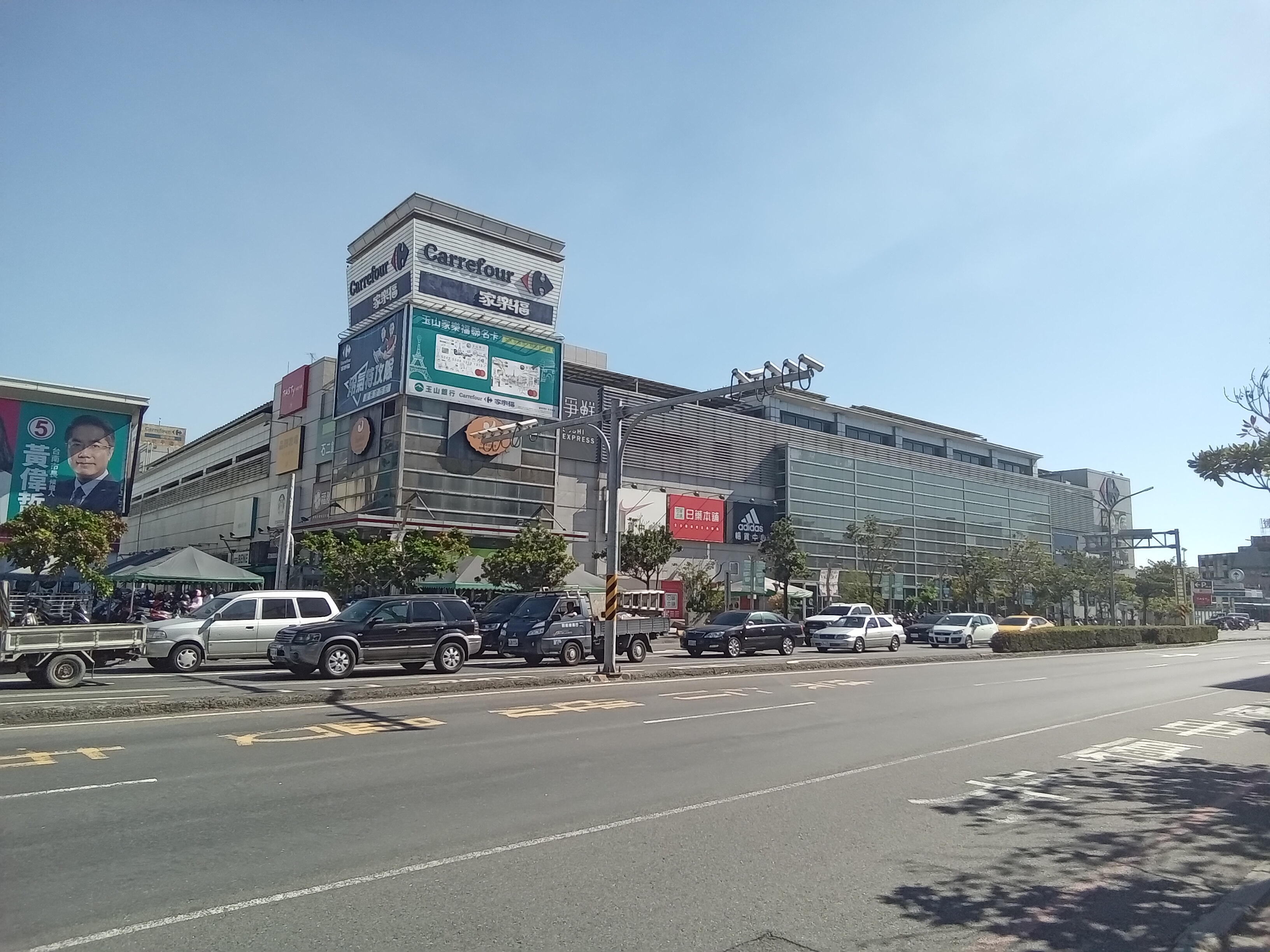
家樂福安平店

- 家樂福安平店

## 外部連結
- 臺南市中西區公所 （页面存档备份，存于）
- 台南市中西區合併前區長列表-中西區公所官網 （页面存档备份，存于）
- 衛生福利部臺南醫院
- 臺南市中西區戶政事務所 （页面存档备份，存于）
- 國立臺南大學（页面存档备份，存于）